# Данченко Валентин Миколайович
Валентин Миколайович Данченко (*29 травня 1936) — український учений у галузі металургії. Доктор технічних наук, професор. Академік АН ВШ України з 1993 р.

## Біографія
Народився у Запоріжжі. Випускник технологічного факультету Дніпропетровського металургійного інституту (1958); кандидат технічних наук (1966); доктор технічних наук (1983); професор (1985). Одержав виробничий досвід, працюючи інженером Дніпропетровського трубопрокатного заводу (1958–1962). З 1999 р. очолював кафедру обробки металів тиском Національної металургійної академії України (НМетАУ). Помер 23 травня 2020 року.

## Наукова діяльність
Автор понад 360 публікацій, а також 14 монографій, 14 підручників і навчальних посібників, 14 патентів у галузі обробки металів тиском. Розвинув теорію безперервної прокатки та розробив технологію виробництва профілів, труб та листового прокату. 
Мав наукові відрядження в університети Англії, Швеції, Китаю, США, Німеччини та ін. країн. Член редколегій металургійних журналів України, Росії, Хорватії. Керівник постійно діючого об’єднаного наукового семінару з обробки металів тиском в НМетАУ.

## Звання і нагороди
Заслужений діяч науки і техніки України (2000). Обраний Почесним професором Московського інституту сталі і сплавів (2004) та Почесним доктором «Honoris Causa» Політехніки Ченстоховської (2005). Лауреат Державних премій України в галузі науки і техніки (1977 і 2003) за розробку прогресивного устаткування, теорії та ефективної технології виробництва довгомірної тонкостінної металопродукції. Лауреат Нагороди Ярослава Мудрого АН ВШ України (1997). 
Член Президії АН ВШ України з 2004 р., академік-секретар відділення металургії.